# Martinet menut americà
El martinet menut americà (Botaurus exilis; syn: Ixobrychus exilis) és una espècie d'ocell de la família dels ardèids (Ardeidae) que habita aiguamolls, pantans amb vegetació alta i sabanes humides d'ambdues amèriques. Cria a la meitat oriental dels Estats Units i localment prop de la costa occidental, Antilles, Mèxic, Guatemala, Belize, Panamà, Colòmbia, nord de Veneçuela, Trinitat, Guaiana, est de l'Equador, est del Brasil, nord de Bolívia, el Paraguai, nord-est de l'Argentina i costa del Perú. Les poblacions septentrionals migren cap a Mèxic i Amèrica Central per passar l'hivern.

## Taxonomia
El martinet menut americà anteriorment estava classificat en el gènere Ixobrychus. Però un estudi filogenètic molecular de la família dels ardèids publicat el 2023 va trobar que Ixobrychus era parafilètic i per crear gèneres monofilètics, Ixobrychus es va fusionar amb el gènere Botaurus que havia estat introduït el 1819 pel naturalista anglès James Francis Stephens.